# Брюэр, Эрик
Э́рик Чарльз Брю́эр (англ. Eric Charles Brewer; род. 17 апреля 1979, Вернон, Британская Колумбия) — профессиональный канадский хоккеист, олимпийский чемпион, обладатель Кубка мира, трёхкратный чемпион мира. Выступал на позиции защитника в таких клубах Национальной хоккейной лиги как «Нью-Йорк Айлендерс», «Эдмонтон Ойлерз», «Сент-Луис Блюз», «Тампа-Бэй Лайтнинг», «Анахайм Дакс» и «Торонто Мейпл Лифс».
Начинал карьеру в юношеской Западной хоккейной лиге, где провёл три сезона в составе «Принс-Джордж Кугэрз» — в 1998 году попал в символическую вторую сборную всех звёзд этого чемпионата. Годом ранее участвовал в драфте НХЛ, был выбран в первом раунде под общим пятым номером клубом «Нью-Йорк Айлендерс». Прежде чем закрепиться в главной команде, некоторое время провёл в фарм-клубе «Лоуэлл Лок Монстерс» Американской хоккейной лиги. В 1999 году попал в состав сборной Канадской хоккейной лиги всех времён.
Представлял сборную Канады на восьми международных турнирах, в 2003 году за выдающиеся заслуги перед отечеством был включён в Зал спортивной славы Британской Колумбии. Карьера Брюэра сопровождалась множеством травм разной тяжести, он часто выбывал из состава, почти в каждом сезоне пропускал какое-то количество матчей из-за повреждений и связанных с этим хирургических операций. Обладает лидерскими качествами и хорошим броском с места. Женат, в свободное от профессионального хоккея время занимается различными благотворительными проектами, участвует в показательных матчах и турнирах по гольфу.

## Ранние годы
Эрик родился 17 апреля 1979 года в городе Вернон в семье Анны и Франка Брюэр. Позже переехал в городок Эшкрофт и попал в хоккейную команду местной детской лиги. В возрасте четырнадцати лет вместе со всей семьёй перебрался в Камлупс, там окончил средние и старшие классы школы. Выступая за местный клуб «Джардин Блейзерс», набрал 38 очков всего лишь в сорока играх, за что от Ассоциации любительского хоккея Британской Колумбии удостоился звания лучшего игрока всех времён, а также попал под наблюдение программы, разработанной с целью отбора юных игроков для участия в международных соревнованиях. В 1995 году перешёл в команду «Принс-Джордж Кугэрз» Западной хоккейной лиги, которая ранее задрафтовала его в пятом раунде под общим 81-м номером. Молодой защитник быстро прогрессировал, мечтая приблизиться к уровню таких звёзд как Скотт Нидермайер и Джереми Рёник.
Дебютировав в ЗХЛ, провёл за «Кугэрз» 63 матча, завершив сезон 1995/96 с четырьмя голами и четырнадцатью очками по системе гол+пас, в результате был назван новичком года команды. Второй сезон начал в статусе одного из лучших игроков клуба, особенно удачно действовал при подключении к атакам, полностью контролируя зону у синей линии. В феврале 1997 года получил приглашение в состав команды имени Бобби Орра на CHL Top Prospects Game, ежегодный показательный матч, где соревнуются лучшие молодые игроки Канадской хоккейной лиги, чтобы показать свои способности менеджерам и поднять тем самым рейтинг на предстоящем драфте НХЛ. Окончил регулярный чемпионат с удвоенным результатом по отношению к предыдущему сезону, набрав в 71-й игре 29 очков. Во многом благодаря усилиям Брюэра «Пумам» удалось пробиться в плей-офф. В четвертьфинале команда одолела первых сеяных «Портленд Уинтерхокз», в полуфинале прошла третьих в общем зачёте «Спокан Чифс», но в финале всё-таки уступила вторым «Сиэтл Тандербёрдз». В пятнадцати матчах на вылет защитник отметился шестью очками.
Третий год пребывания в Принс-Джордже в плане статистики оказался для хоккеиста самым лучшим, Брюэр вместе с национальной командой съездил на молодёжный чемпионат мира 1998 года, после чего его пригласили защищать честь западной конференции ЗХЛ на матче всех звёзд. Игру, состоявшуюся в Реджайне, ему из-за травмы всё же пришлось пропустить, как и бо́льшую часть игр чемпионата. Тем не менее, повреждение не помешало ему попасть во вторую сборную всех звёзд — 33 очка в 34 матчах, по одному очку почти в каждом матче — впечатляющий для защитника результат. Таким образом, на июньском драфте Брюэр получил самый высокий рейтинг среди всех защитников Северной Америки, уже в первом раунде под пятым номером его выбрали в «Нью-Йорк Айлендерс».

## Профессиональная карьера

### Нью-Йорк Айлендерс (1998—2000)
Спустя год после драфтпика Брюэр подписал свой первый профессиональный контракт, с «Нью-Йорк Айлендерс» в августе 1998 года. Едва появившись в НХЛ, он сразу же был назван возможным кандидатом на Джеймс Норрис Трофи, приз лучшему защитнику, как результат, трёхлетнее соглашение с клубом получилось для игрока очень выгодным, с базовой стоимостью в 2,8 млн долларов и дополнительными бонусами в 1 млн — это максимальная стартовая зарплата для новичка. Первое выступление в НХЛ состоялось для него 10 октября в матче против «Питтсбург Пингвинз», 5 ноября хоккеист забил свой первый гол — в ворота «Каролина Харрикейнз», защищаемые Тревором Киддом. В ходе дебютного сезона канадец доказал свою профпригодность, заняв в обороне команды ключевое место — вместе с такими игроками как Здено Хара, Кенни Йонссон и Роберто Люонго стал одним из немногих, кто получил иммунитет во время трансферного окна 1999 года. Первый сезон окончился для Брюэра с одиннадцатью очками в 63-х матчах.
В начале сезона 1999/2000 Брюэр вышел на лёд всего лишь в трёх встречах, после чего был сослан выступать за фарм-клуб «Лоуэлл Лок Монстерс», состоящий в Американской хоккейной лиге. Основной причиной этого послужила лень, расслабленность хоккеиста. В частности, 11 октября за тридцать минут до конца проигранного матча против «Нью-Йорк Рейнджерс» в погоне за шайбой защитник значительно уступил Майку Кнублу, за что подвергся резкой критике со стороны тренера Бутча Горинга. Кроме того, ранее он заработал совершенно необязательный штраф, оставив свою команду с тремя игроками. После двух недель пребывания с «Монстрами» и пяти проведённых с ними матчей «Островитяне» призвали Брюэра обратно. Он сыграл ещё в 23 играх, но за всё это время смог выполнить только две голевые передачи и в результате такого провала 8 января 2000 года вновь отправился в Лоуэлл, где оставался уже до окончания сезона. Всего в дочерней команде он сыграл 25 матчей, забил две шайбы и сделал два результативных паса, при этом два с половиной месяца пришлось пропустить из-за растяжения связок колена. «Лок Монстерс» попали в плей-офф, в первом раунде им хватило трёх встреч, чтобы одержать победу над «Сент-Джон Флеймз», однако полуфинал оказался совсем неудачным — поражение после четырёх игр с «Провиденс Брюинз».

### Эдмонтон Ойлерз (2000—2004)
Перед началом драфта 2000 года «Айлендерс» обменяли Брюэра, Джоша Грина и драфтпик второго раунда на Романа Гамрлика, принадлежавшего клубу «Эдмонтон Ойлерз». Канадец был удивлён своему переходу, но воспринял его с воодушевлением, так как руководство пообещало ему место в четвёрке первых защитников. Несмотря на это, выступления за новую команду начались не очень удачно — в первом же матче хоккеист сильно ушиб левое бедро и копчик — прежде чем вернуться в состав, пришлось пропустить четыре игры. Первую шайбу за «Ойлерз» Брюэр забросил 7 ноября в противостоянии с «Рейнджерами». В целом сезон вышел довольно успешным, защитник установил личный рекорд в НХЛ по количеству очков, голов и передач, а также заработал +15 баллов по системе «плюс/минус» — лучший показатель в команде. Затем получил первый опыт участия в плей-офф НХЛ, сыграв в четвертьфинальной серии против «Даллас Старз», набрал шесть очков, однако по итогам шести встреч «Нефтяники» всё равно проиграли 2-4.
Контракт Брюэра подошёл к концу, но клуб не позволил ему задержаться среди свободных агентов, в августе продлив соглашение ещё на год с зарплатой в 900 тысяч. В сезоне 2001/02 защитник стал проводить на льду гораздо больше времени, по количеству проведённых в игре минут от матча к матчу периодически появлялся в числе лидеров лиги. Тренер Крейг Мактэвиш во многом надеялся на своего подопечного и чаще выпускал его против особо агрессивных нападающих. Почувствовав уверенность в своих силах, защитник показал неплохую статистику, побил прошлогодние достижения по очкам и передачам, повторил результат по заброшенным шайбам. Однолетний контракт закончился, но руководство «Эдмонтона» оказалось очень довольно выступлениями игрока и не спешило отпускать его в какой-либо другой клуб — итогом переговоров стал четырёхмиллионный контракт длительностью в два года, подписанный в сентябре 2002-го. В ходе третьего сезона канадца пригласили представлять западную конференцию в первом для него и на данный момент последнем матче всех звёзд. Брюэр продолжил уверенно набирать очки, забил восемь голов в регулярном чемпионате — лучший показатель в карьере. Ситуация в плей-офф по сравнению с прошлым годом полностью повторилась, «Ойлерз» вновь вышли на «Старз» и уступили им с точно такой же разницей побед и поражений, игрок при этом отметился четырьмя очками.
Сезон 2003/04 Брюэр начал основным защитником своей команды. 22 ноября принял участие в историческом матче Классики наследия НХЛ, прошедшем на открытой площадке огромного Стадиона Содружества в Эдмонтоне. Защитник забил гол, но «Ойлерз» со счётом 3-4 всё рано уступили «Монреаль Канадиенс», при этом была зафиксирована рекордная для хоккея с шайбой посещаемость — 57 тысяч зрителей. 29 января 2004 года Брюэр набрал сотое в НХЛ очко, сделав результативный пас в игре против «Чикаго Блэкхокс». Хоккеист продолжал выходить против самых лучших нападающих, в среднем проводя на площадке по 24:39 минут — это четырнадцатый показатель во всей лиге. В следующем сезоне в точности повторил результат чемпионата 2001/02, выполнил 18 передач и забил 7 голов. Несмотря на сравнительно удачную игру, по окончании контракта клуб всё же выставил игрока на трансфер. Сам хоккеист говорил о намерении перейти в какую-нибудь другую команду, однако уже 4 августа подписал с «Нефтяниками» ещё одно однолетнее соглашение на сумму в 2,65 млн, пробыв на рынке свободных хоккеистов всего лишь несколько дней. Тем не менее, на лёд в составе эдмонтонской команды он больше не вышел, так как сезон 2004/05 не состоялся из-за локаута, вызванного забастовкой профсоюза профессиональных игроков.

### Сент-Луис Блюз (2005—2011)

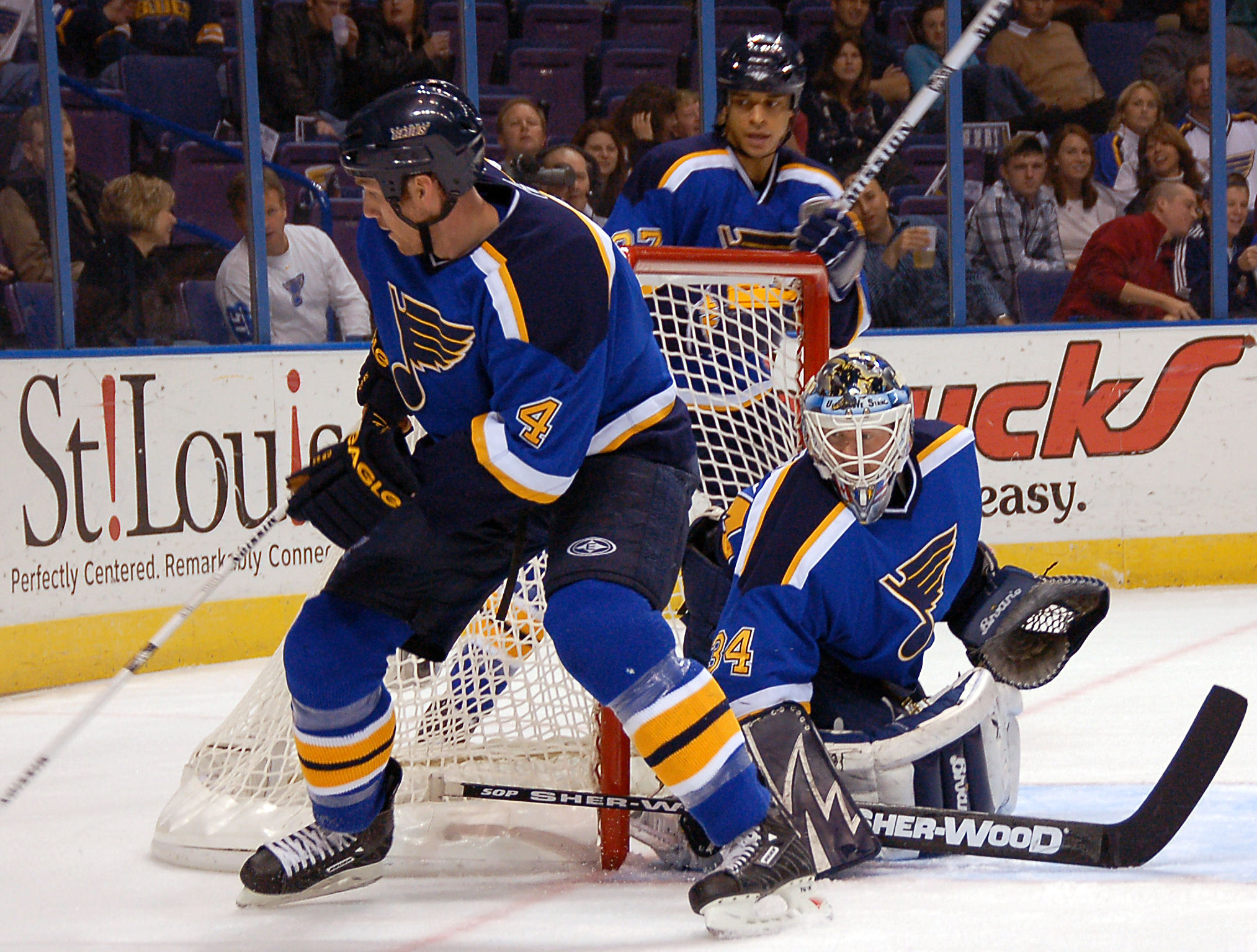
Брюэр защищает ворота в матче против «Сан-Хосе Шаркс»

По окончании локаута в августе 2005 года «Ойлерз» обменяли Брюэра, Джеффа Войвитку и Дага Линча на Криса Пронгера из «Сент-Луис Блюз». 15 августа хоккеист приехал в штаб новой команды и подписал однолетнее соглашение на 2 млн долларов. Первый сезон выдался неудачным, отыграв восемнадцать игр, 15 ноября в противостоянии с «Коламбус Блю Джекетс» защитник вывихнул плечевой сустав, в результате чего вынужден был пропустить десять последующих матчей. После длительного восстановления Брюэр вернулся в состав только 20 декабря в игре против «Финикс Койотс». Не прошло и месяца, как 13 января 2006 года игрок столкнулся с Карлом Стюартом, центральным нападающим клуба «Атланта Трэшерз», и вывихнул другое плечо — в результате травмы пришлось забыть о выходе на лёд вплоть до следующего чемпионата. Всего Брюэр принял участие в 32-х встречах, забросил шесть шайб и выполнил три голевые передачи. Несмотря на обилие травм, руководство «Блюз» предложило ещё один однолетний контракт на 2 млн, дав понять, что они рассчитывают на него в сезоне 2006/07.
Второй сезон в Сент-Луисе тоже начался с разочарования. За первую половину регулярного чемпионата Брюэр смог набрать лишь шесть очков и получил −11 баллов по системе «плюс/минус» — в прессе и среди болельщиков его называли «худшим игроком на льду». Хоккеист видел причиной неудач недостаточную игровую практику предыдущего сезона, говорил об утраченных за длительный перерыв игровых навыках, кроме того, начал задумываться о смене команды, прошли слухи, что в ближайшее время он может быть отпущен в тот или иной клуб на правах свободного агента. Однако 11 декабря 2006 года был уволен главный тренер Майк Китчен, а с приходом Энди Марри дела сразу же пошли на лад, за девятнадцать последующих игр Брюэр выправил рейтинг с −11 на +2, став неотъемлемой частью обороны «Блюзменов». 24 февраля 2007 года старания защитника были вознаграждены — последовал четырёхлетний контракт на 17 млн долларов, несмотря на слухи о возможном переходе в другой клуб. Окончание чемпионата вышло не менее успешным, канадец установил личный рекорд по результативным передачам — 23, а по количеству очков повторил достижение сезона 2002/03.

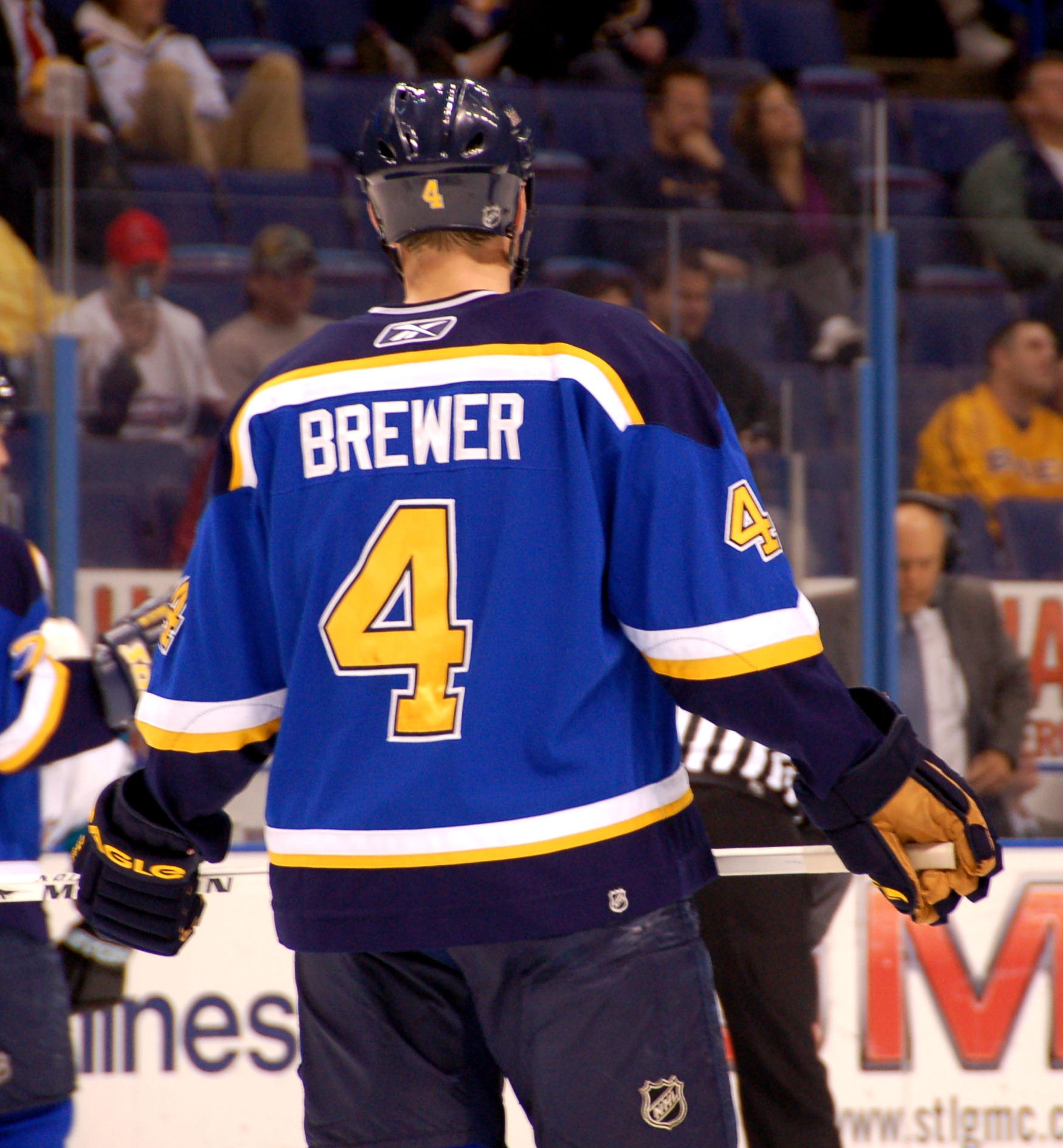
Во всех своих командах Брюэр выступал под четвёртым номером

Брюэр почувствовал доверие тренера и третий сезон провёл на таком же высоком уровне. Обозреватели стали называть его одним из лучших защитников лиги, часто сравнивая с первым номером драфта, Крисом Филлипсом из «Оттава Сенаторз». На льду игрок всё чаще стал проявлять лидерские качества, в результате чего 8 февраля 2008 года его назначили капитаном команды, он занял вакансию, появившуюся после окончания контракта Далласа Дрейка. 17 февраля в матче против «Коламбуса» побил личный рекорд по количеству очков за одну встречу, сделав четыре результативные передачи (16 января предыдущего года ему удалось набрать три очка за один матч). В целом статистика вышла неплохой, но снайперские качества спортсмена проявились не лучшим образом — всего одна шайба за 77 игр. В конце сезона, когда, наконец, появилось свободное время, Брюэр обратился к хирургам и сделал операцию по восстановлению правого плеча, повреждённого ещё 4 октября 2007 года во время драки с одним из игроков команды «Финикс Койотс». Сезон 2008/09 тоже омрачился чередой травм, хоккеист провёл только 28 игр и в декабре был вынужден прекратить выступления из-за операции по поводу межпозвоночной грыжи, летом перенёс артроскопическую операцию на правом колене и не смог восстановиться к началу чемпионата 2009/10. После комплекса восстановительных мероприятий играл на прежнем высоком уровне, но иногда всё же пропускал матчи из-за проблем со здоровьем.

### Тампа Бэй Лайтнинг (2011—2014)

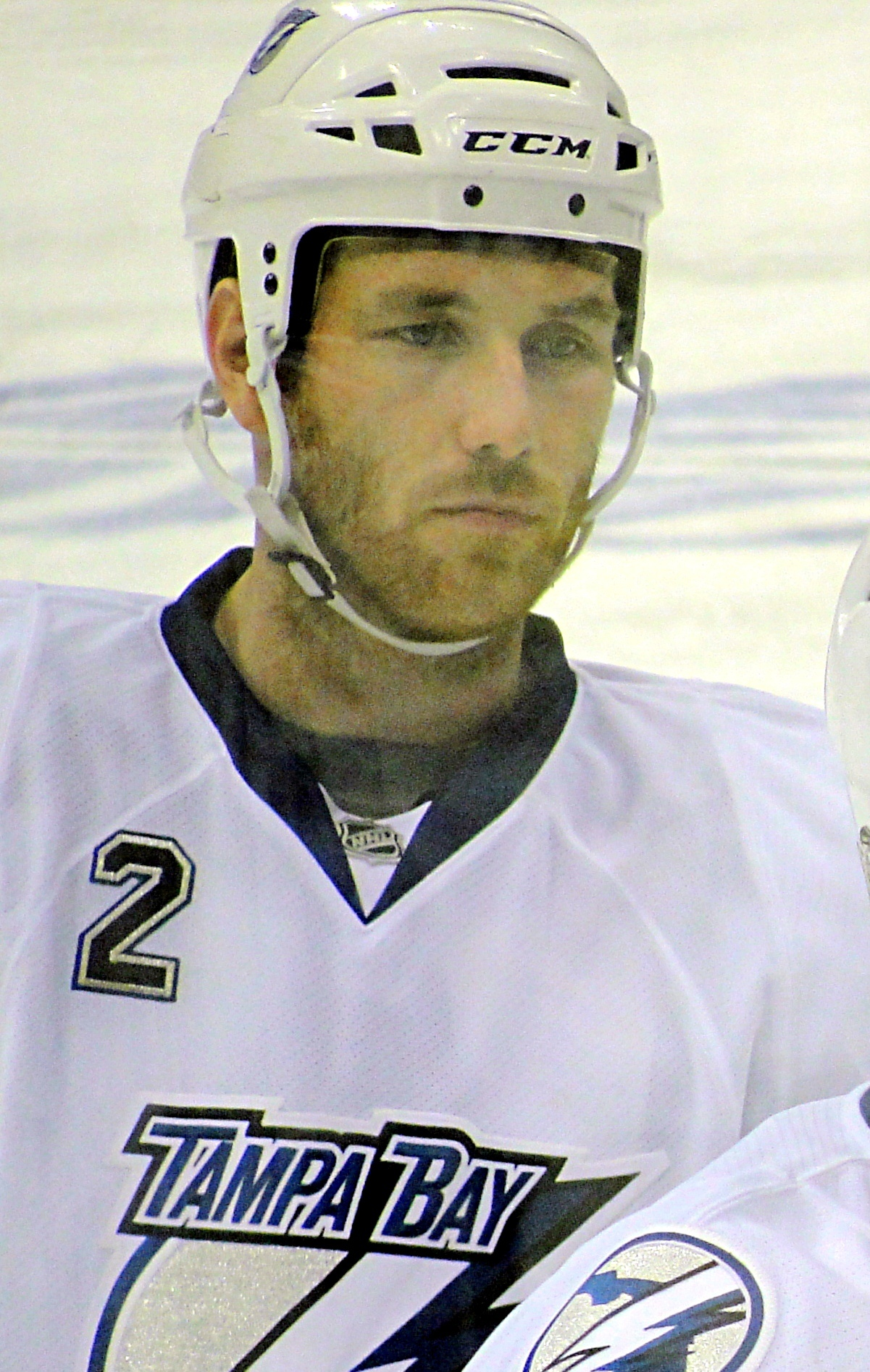
В составе «Тампа Бэй Лайтнинг»

18 февраля 2011 года состоялась сделка с командой «Тампа Бэй Лайтнинг», по условиям которой Брюэр перешёл туда в обмен на Брока Бьюкебума и право третьего выбора на предстоящем драфте. После сравнительно успешного сезона 2010/11, в ходе которого стал одним из главных защитников команды, 24 июля заключил контракт с клубом сроком ещё на четыре года, за которые должен получить 15,4 млн долларов.

### Анахайм Дакс
28 ноября 2014 года «Тампа Бэй Лайтнинг» обменяла Эрика Брюэра в «Анахайм Дакс» на выбор в третьем раунде драфта 2015 года, ранее полученный от «Эдмонтона».

### Торонто Мейпл Лифс
21 марта 2015 года Брюэр провел тысячный матч в НХЛ.

## Международные выступления
В ходе своей карьеры Брюэр неоднократно призывался в национальную команду для участия в различных международных соревнованиях. Впервые в канадском свитере с кленовым листом он вышел на лёд в Монктоне на юношеском канадском турнире 1995 года (до 17 лет), где представлял сборную Канады от Альберты и Британской Колумбии. Три года спустя попал в состав молодёжной сборной и принял участие в молодёжном чемпионате мира 1998 (до 20 лет), играл там в статусе альтернативного капитана. Турнир оказался для Канады просто ужасным, в общем зачёте команда заняла восьмое место, проиграв даже Казахстану, а Брюэр при этом получил самый неприятный опыт от дебюта на соревнованиях Международной федерации хоккея с шайбой. В 1999 году его вновь пригласили испытать удачу на этом чемпионате, однако спортсмен не смог поехать из-за контрактных обязательств перед «Нью-Йорк Айлендерс».
Во взрослой сборной дебютировал 24 апреля 2001 года, присоединившись к соотечественникам для участия в чемпионате мира, состоявшемся в немецких Кёльне, Ганновере и Нюрнберге. 24 июля того же года Уэйн Гретцки вызвал хоккеиста в тренировочный лагерь национальной команды, где тот просматривался перед выступлением на зимних Олимпийских играх 2002 года, которые в феврале должны были пройти в американском городе Солт-Лейк-Сити. Пять месяцев спустя, 12 декабря, Брюэра включили в финальный список игроков, которые примут участие в турнире. В открывающей соревнования игре против Швеции защитнику удалось забросить одну шайбу, но Канада при этом уступила со счётом 2-5. Внёс свою лепту в полуфинальный разгром Беларуси 7-1, забив последний седьмой гол. В финале канадцы вышли на США и одолели хозяев при непосредственном содействии Брюэра со счётом 5-2, выиграв первое за последние пятьдесят лет олимпийское золото.
Через несколько месяцев после триумфа на Олимпийских играх съездил на второй для себя чемпионат мира, прошедший в шведских Карлстаде, Гётеборге и Йёнчёпинге — Канада заняла шестое место. В следующем году поехал на чемпионат мира в Хельсинки, отличился в четвертьфинальной игре с Германией, забросив победную шайбу через 37 секунд после начала овертайма. В финале с точно таким же счётом 3-2 канадцы одержали победу над шведами, точно так же решив исход матча в дополнительное время. Брюэр удостоился звания чемпиона мира, а для Канады это золото стало первым с 1997 года. На следующем чемпионате хоккеист не набрал ни одного очка, но при этом уверенно играл в обороне, финальная встреча со Швецией окончилась счётом 5-3, в результате чего «кленовые листья» второй раз подряд добились победы на мировом первенстве.
15 мая того же года хоккеиста назвали в числе игроков, выбранных для участия в Кубке мира 2004. Канада, будучи хозяйкой турнира, довольно легко прошла всех соперников — в полуфинале, первой по-настоящему трудной игре, Брюэр открыл счёт голом в ворота Чехии, благодаря чему канадцы одержали победу 4-3. Финальная встреча с Финляндией тоже вышла напряжённой, но в итоге Канада всё же смогла взять верх 3-2. В августе 2005 года защитник присутствовал на сборах в Ванкувере и Келоуне, приуроченных к зимним Олимпийским играм 2006, 18 октября его включили в расширенный список игроков на этот турнир. Тем не менее, в опубликованном 21 декабря итоговом списке, куда отобрали 26 лучших, Брюэра не оказалось. Таким образом, хоккеист пропустил важнейшее спортивное событие мира, и тренеры национальной сборной забыли о нём почти на два года. После долгого перерыва Брюэр вновь попал в ряды соотечественников лишь 3 апреля 2007 года, когда приехал на чемпионат мира в Москву. Выступал на этом турнире в роли альтернативного капитана и помог команде занять первое место.

## Личная жизнь и общественная деятельность
Летом 2004 года Брюэр женился на Ребекке Фланн, с которой познакомился ещё во время игры за юниорский «Принс-Джордж Кугэрз». Сестра Эрика, Кристи, тоже занималась хоккеем, в частности играла за женскую команду Университета Британской Колумбии. Брюэр неоднократно принимал участие в деятельности различных благотворительных организаций. Так, в ходе локаута 2004/05 вместе с партнёром по «Ойлерз» Райаном Смитом сыграл в трёх матчах благотворительного тура всех звёзд, провёл три благотворительные встречи в паре с Брэдом Мэйем на чемпионате Friends Hockey, сыграл в так называемом матче Our Game to Give на стадионе Айвор Уинн. Во время межсезонья Брюэр часто играет на благотворительных турнирах по гольфу, в частности выступал на Burn Fund Golf Tournament в Принс-Джордже и Charity Classic в Камлупсе совместно с Марком Рекки и Шейном Доаном.

## Статистика
| Легенда | Легенда                    | Легенда | Легенда                   | Легенда | Легенда    |
| ------- | -------------------------- | ------- | ------------------------- | ------- | ---------- |
| И       | Количество проведённых игр | Штр     | Штрафное время            | +/−     | Плюс-минус |
| Г       | Голы                       | П       | Голевые передачи          | О       | Очки       |
| -       | Статистика неизвестна      | —       | Статистика не учитывалась |         |            |

### Матчи всех звёзд
- Статистика приведена по данным сайта NHL.com[90]